# Joachim Lemelsen
Joachim Hermann August Lemelsen (Berlino, 28 settembre 1888 – Gottinga, 30 marzo 1954) è stato un generale tedesco.

## Biografia

### I primi anni
Nato a Berlino, figlio di un ufficiale di carriera dell'esercito imperiale tedesco, Lemelsen entrò nell'esercito nel 1907. Durante la Prima Guerra mondiale Lemelsen prestò servizio come ufficiale d'artiglieria sino al 1916 quando venne trasferito allo staff della 52ª divisione di fanteria. Nel 1917 venne trasferito allo staff di comando della costa settentrionale della Germania dove venne sottoposto al comando di Josias von Heeringen e gli venne affidato un battaglione del VI corpo di riserva. Lemelsen terminò la guerra col rango di capitano e con l'assegnazione della Croce di Ferro di prima e di seconda classe oltre al grado di cavaliere dell'Ordine di Hohenzollern.

### Il periodo tra le due guerre
Dopo l'armistizio, Lemelsen tornò all'artiglieria. Egli prestò servizio come comandante della scuola di artiglieria nel 1934 e come comandante della scuola di fanteria nel 1935. Nel marzo del 1938 a Lemelsen venne affidato il comando della 29ª divisione (poi motorizzata) che partecipò all'occupazione tedesca della Cecoslovacchia.

### La seconda guerra mondiale
Lemelsen e la 29ª parteciparono all'invasione della Polonia nel 1939 (egli venne coinvolto nel Massacro di Ciepielów dell'8 settembre 1939) e nelle prime fasi della battaglia di Francia. Il 28 maggio 1940 Lemelsen ottenne il comando della 5. Panzer-Division con la quale partecipò alla battaglia di Dunkerque.
Il 25 novembre 1940, Lemelsen ottenne il comando del XXXXVII corpo motorizzato appena costituito che condusse nella presa di Smolensk e nelle battaglie di Kiev e Bryansk. Il corpo ottenne la designazione a Panzerkorps nel giugno del 1942 e prese parte alle operazioni anti-partigiane, mentre nell'estate 1943 venne impegnato nell'aspra battaglia di Kursk conclusasi con la sconfitta tedesca.
Dopo aver comandato il XXXXVII Panzer Korp in Unione Sovietica, Lemelsen venne posto in riserva e comandò temporaneamente la 10ª armata in Italia nel 1943. Lemelsen ottenne il comando della Iª armata di stanza presso le coste atlantiche della Francia nel maggio del 1944. Solo un mese dopo, a seguito della presa di Roma da parte degli Alleati e dello sbarco in Normandia, Lemelsen venne trasferito al comando della 14ª armata con la quale combatté in Italia dal giugno 1944 sino alla sua resa presso le Alpi nel maggio del 1945.
Lemelsen ottenne l'Ordine militare della Croce Tedesca in oro e la Croce di cavaliere della Croce di Ferro con foglie di quercia.
Rilasciato dalla prigionia nel 1947, Joachim Lemelsen morì a Gottinga nel 1954.